# Mine de zinc
Une mine de zinc est une exploitation industrielle d’un gisement de minerai de zinc.

## Historique

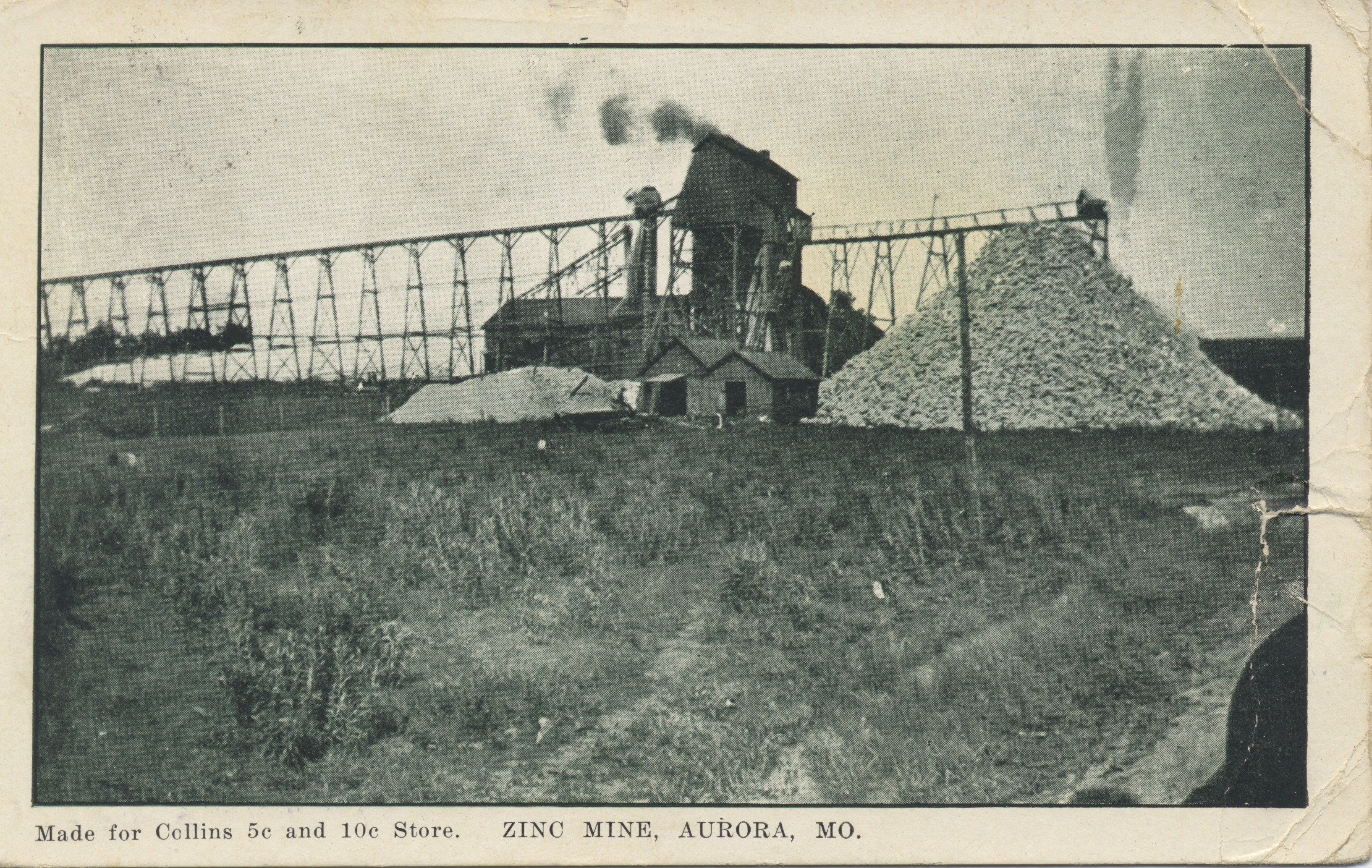
Mine de Zinc

Selon l'archéologue Paul Cradock,, les Indiens ont inventé au XIIe siècle le premier procédé d'extraction du zinc. Ce procédé, exploité à Zawar jusqu'au XVIIIe siècle, a été décrit par des lettrés dans divers ouvrages comme le Rasaratnassamuchchaya (XIVe siècle). Basé sur la condensation de la vapeur de zinc, il présente des similitudes avec les procédés industriels modernes. On a cependant retrouvé des objets en laiton en provenance de Babylonie et d'Assyrie et remontant au 3e millénaire av. J.-C., de même qu'en provenance de Palestine et remontant à l'époque allant de 1400 à 1000 av. J.-C.

## Situation actuelle
La plus grande mine de zinc au monde, jusqu’en 2008 et depuis 2015, est celle de Red Dog, en Alaska. L’exploitation qui s'effectue à ciel ouvert a démarré en 1990, le gisement avait été découvert en 1968.
De 2008 à 2014, la plus importante mine de zinc dans le monde a été celle de Rampura Agucha, dans le Rajasthan, en Inde, exploitée par Hindustan Zinc. La plus importante mine européenne est celle de Tara en Irlande, exploitée par Boliden.